# Колон (Панама)
Колон (шп. Ciudad de Colón) је град и лука у Панами, поред Каропског мора, лежи са атлантске стране улаза у Панамски канал. Главни је град панамске провинције Колон и традиционално је познат као други град Панаме.

## Историја
Град су основале Сједињене Државе 1850. године као атлантски терминал Панамске железнице, који је тада био у изградњи да би се задовољила потражња током калифорнијске златне грознице за брзим путем до Калифорније. Неколико година раније у својој историји, значајна емигрантска заједница Сједињених Држава називала је град Аспинвол по промотеру Панамске железнице Вилијаму Хенрију Аспинволу, док га је градска Хиспаноамеричка заједница звала Колон у част Кристифора Колумба. Град је основан на западном крају мочварног острва познатог као острво Манзаниљо. Као део изградње Панамске железнице, острво је повезано са панамским копном насипом, а део острва је исушен како би се омогућило подизање сталних зграда.
Већи део града је уништен у пожару током Колумбијског грађанског рата 1885. и поново током огромног пожара 1915. Велики пожар Колона 13 и 14. априла 1940. уништио је једну трећину града.

## Клима
Као и већина карипске обале Централне Америке, Колон поседује изузетно влажну тропску климу захваљујући снажним, влажним пасатима који трају током целе године. Међутим, за разлику од већине делова ове обале, фебруар и март су довољно суви да се Колон уклапа у категорију тропске монсунске климе (Копен Ам), а не у климу тропских кишних шума (Аф) каква се налази у већини приобалних подручја Кариба. Без обзира на то, период од јуна до децембра, са просечном месечном количином падавина од око 415 милиметара или 16,3 инча, толико је влажан да Колон парира Хондурасу граду Сејба као највлажнији град у Централној Америци.
| Клима за Колон       | Клима за Колон | Клима за Колон | Клима за Колон | Клима за Колон | Клима за Колон | Клима за Колон | Клима за Колон | Клима за Колон | Клима за Колон | Клима за Колон | Клима за Колон | Клима за Колон | Клима за Колон |
| Показатељ \ Месец    | .Јан.          | .Феб.          | .Мар.          | .Апр.          | .Мај.          | .Јун.          | .Јул.          | .Авг.          | .Сеп.          | .Окт.          | .Нов.          | .Дец.          | .Год.          |
| -------------------- | -------------- | -------------- | -------------- | -------------- | -------------- | -------------- | -------------- | -------------- | -------------- | -------------- | -------------- | -------------- | -------------- |
| Максимум, °C (°F)    | 29 (84)        | 29 (84)        | 29 (85)        | 30 (86)        | 31 (87)        | 30 (86)        | 29 (85)        | 29 (85)        | 31 (87)        | 30 (86)        | 29 (84)        | 29 (84)        | 29 (85)        |
| Минимум, °C (°F)     | 24 (76)        | 24 (76)        | 24 (76)        | 25 (77)        | 24 (76)        | 24 (75)        | 24 (75)        | 24 (75)        | 24 (75)        | 23 (74)        | 23 (74)        | 24 (75)        | 24 (75)        |
| Количина кишеmm (in) | 109 (4,3)      | 51 (2,0)       | 36 (1,4)       | 94 (3,7)       | 274 (10,8)     | 368 (14,5)     | 419 (16,5)     | 417 (16,4)     | 292 (11,5)     | 467 (18,4)     | 620 (24,4)     | 320 (12,6)     | 3,467 (136,5)  |
| Извор: Ведербејз     |                |                |                |                |                |                |                |                |                |                |                |                |                |

## Популација
Колон је 1900. године имао 3.001 становника. Број становника је значајно порастао са изградњом Панамског канала и до 1920. године је порастао на 31.203. Године 2000. становништво је било око 204.000.
Са економским падом града, многи становници више и средње класе су отишли, смањујући његову етничку разноликост. Европске и америчке заједнице исељеника, као и Панамци грчког, италијанског, јеврејског, кинеског и индијског/јужноазијског наслеђа, почеле су да се селе у град Панаму, у бивше градове у зони Канала и у иностранство.
Данас, значајне јужноазијске и арапске заједнице живе у преосталим просперитетним деловима града, као и у затвореним заједницама ван њега. Већина градског становништва је западноиндијског или мешовитог порекла.
Колон је био дом неких од најбоље образованих и најбогатијих панамских породица западноиндијског наслеђа, као што су Древови, Фордови, Мудијеви, Робинсонови, Бибији, Арчиболдови, Едвардови, Краунси, Хојеви, Варехамови, Абрахамови и Мекинтошови. Из ових породица су потекли учитељи, професори, доктори, адвокати, инжењери, бизнисмени и политичари који су допринели просперитету града. град за Сједињене Државе или Уједињено Краљевство. Међутим, њихов утицај се и даље може видети у њиховим потомцима који су остали у покрајини.
Колон је такође био дом Жене милосрђа („Las Amigas de la Caridad“), добротворне организације жена карипског порекла. Организација се углавном састајала у кући Гледис Бут Форд и њене пасторке Руби Форд Дру у улици Kalе 7 и Авенида Ста. Исабел. Руби Дру је била дугогодишњи члан Христове цркве поред мора.